# Ciceu-Giurgești, Bistrița-Năsăud
Ciceu-Giurgești este satul de reședință al comunei cu același nume din județul Bistrița-Năsăud, Transilvania, România.

## Așezare
Localitatea este situată la 20 km nord-est de orașul Dej .

## Obiective turistice
- Cetatea săsească Ciceu, atestată documentar în sec.XIII, a fost stăpânită ulterior de Ștefan cel Mare (din 1489), fiind feudă a Moldovei până pe timpul lui Alexandru Lăpușneanu (cca 1568). În sec.XV a fost amenajată ca resedință, dobândind forme arhitectonice de stil gotic. Distrusă de cardinalul Gheorghe (György) Martinuzzi, în 1544, din ea nu se mai păstrează decât un fragment de zid, urma unui zid circular și un beci săpat în stâncă. Un relief cu stema Moldovei pe un scut festonat se păstrează la Muzeul din Dej.

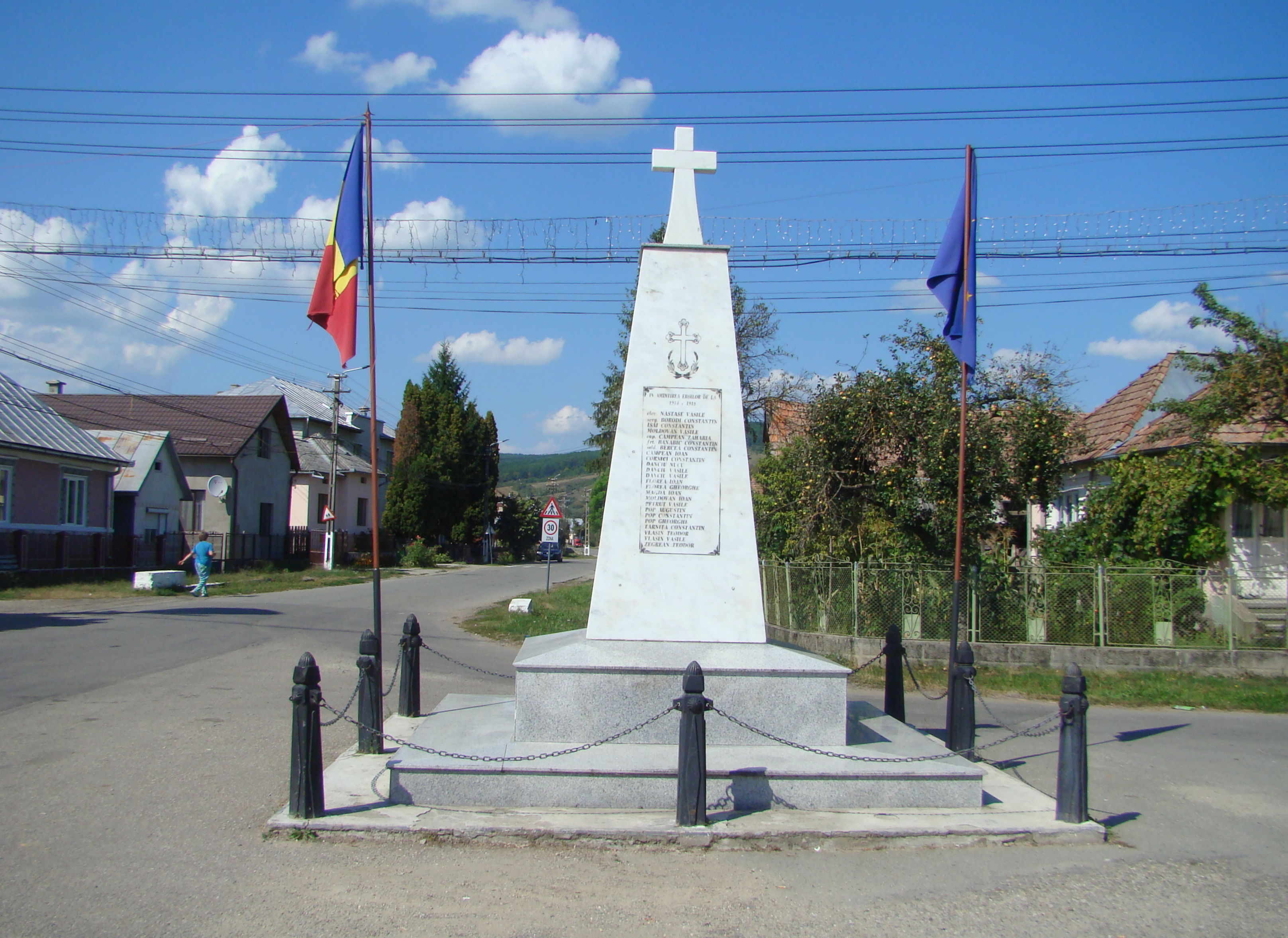
Monumentul Eroilor Români din Primul și Al Doilea Război Mondial

- Monumentul Eroilor Români din Primul și Al Doilea Război Mondial. Obeliscul memorial este amplasat în centrul localității și a fost dezvelit în anul 1945, pentru memoria eroilor români care și-au jertfit viața în cele Două Războaie Mondiale. Monumentul, realizat din piatră cioplită și ciment, are o formă de piramidă, în trepte, iar împrejmuirea este asigurată de un gard din fier, cu fundație din beton. Pe fațadă sunt înscrise numele a 24 eroi, morți în anii 1914-1918, iar pe a doua față sunt înscrise numele a 4 eroi căzuți în urma bombardamentelor. Pe cea de-a treia latură sunt înscrise numele a 15 eroi, căzuți în anii 1941-1945.